# Азан (Аркадия)
Азан (на старогръцки: Ἀζᾶν, Azan) в древногръцката митология е цар на Аркадия.
Той е син на Аркад и Ерато и внук на Зевс и нимфата Калисто. Брат е на Афидант, Елат и Хиперипа.
Според Диодор той е женен за Хиполита, дъщерята на Дексамен, цар на Олен (Ахая), и има син Клитор.
Вероятно на него е наречен град Азания (Aizanoi) в Аркадия. На неговите погребални игри Етол убива Апис (син на Язон).
Ахей пише за него трагедията „Азан“.